# Блажевці (Врбовсько)
45°31′ пн. ш. 15°00′ сх. д. / 45.51° пн. ш. 15.00° сх. д.
Блажевці (хорв. Blaževci) — населений пункт у Хорватії, у Приморсько-Горанській жупанії у складі міста Врбовсько.

## Населення
Населення за даними перепису 2011 року становило 38 осіб.
Динаміка чисельності населення поселення:

## Клімат
Середня річна температура становить 8,55 °C, середня максимальна – 21,60 °C, а середня мінімальна – -6,00 °C. Середня річна кількість опадів – 1434 мм.
| Клімат поселення                              | Клімат поселення | Клімат поселення | Клімат поселення | Клімат поселення | Клімат поселення | Клімат поселення | Клімат поселення | Клімат поселення | Клімат поселення | Клімат поселення | Клімат поселення | Клімат поселення | Клімат поселення |
| Показник                                      | Січ.             | Лют.             | Бер.             | Квіт.            | Трав.            | Черв.            | Лип.             | Серп.            | Вер.             | Жовт.            | Лист.            | Груд.            |                  |
| Середній максимум, °C                         | 5,77             | 6,66             | 9,58             | 13,72            | 18,27            | 21,60            | 20,80            | 20,52            | 16,59            | 12,27            | 7,09             | 3,67             |                  |
| Середня температура, °C                       | −0,12            | 0,78             | 3,69             | 7,82             | 12,38            | 15,70            | 17,69            | 17,41            | 13,48            | 9,18             | 3,98             | 0,56             |                  |
| Середній мінімум, °C                          | −6               | −5,12            | −2,2             | 1,94             | 6,48             | 9,82             | 14,60            | 14,30            | 10,38            | 6,07             | 0,87             | −2,54            |                  |
| Норма опадів, мм                              | 79               | 86               | 104              | 124              | 111              | 136              | 109              | 120              | 133              | 155              | 158              | 119              |                  |
| Середньомісячна швидкість вітру, м/с          | 1.86             | 2.01             | 2.30             | 2.24             | 2.12             | 1.96             | 1.86             | 1.84             | 1.76             | 1.86             | 2.00             | 1.96             |                  |
| Середньомісячна сонячна радіація, кДж/м²·день | 4189             | 6975             | 10282            | 14526            | 18663            | 20259            | 21556            | 18229            | 13420            | 8716             | 4608             | 3479             |                  |
| --------------------------------------------- | ---------------- | ---------------- | ---------------- | ---------------- | ---------------- | ---------------- | ---------------- | ---------------- | ---------------- | ---------------- | ---------------- | ---------------- | ---------------- |
| Джерело:                                      |                  |                  |                  |                  |                  |                  |                  |                  |                  |                  |                  |                  |                  |